# Aves extintas
Aves extintas  (en inglés: The Vanished Birds; pronunciado /ðə ˈvænɪʃt ˈbɜ˞dz/) es la primera novela del escritor filipino-estadounidense Simon Jimenez. Esta es una ópera espacial publicada por la editorial Del Rey en 2020. Con una trama que abarca milenios, la historia se centra en las vidas interconectadas de varios personajes, incluyendo un niño cuya habilidad especial podría ser la clave para desentrañar los secretos del universo. El primer capítulo se publicó originalmente como un cuento antes de ser incorporado a la novela. La novela fue nominada en los Premios Locus en la categoría mejor primera novela y al Premio Arthur C. Clarke en 2021.

## Argumento
Aproximadamente mil años antes de los acontecimientos principales de la historia, la ecología de la Tierra se desploma. Fumiko Nakajima es una científica que diseña estaciones espaciales para un gran conglomerado empresarial llamado Umbai. Decide abandonar a su amante Dana mientras un grupo privilegiado de humanos escapa de la Tierra.
En el mundo de recursos Umbai-V, un joven llamado Kaeda conoce a la capitana Nia Imani. Cada quince años, su nave visita su planeta. Debido a la dilatación del tiempo , cada quince años dura solo unos meses para Nia. A lo largo de la vida de Kaeda, se ven esporádicamente. Cuando Kaeda ya era anciano, un joven apareció de la nada, rodeado por los restos de una nave. Meses después, Kaeda le cede la custodia del niño a Nia. Le regala una flauta que originalmente le había regalado Nia.
Fumiko, habiendo vivido casi un milenio con la ayuda del sueño criogénico , contrata a Nia para cuidar al niño. Fumiko cree que posee la habilidad de Jaunt, lo que significa viajar a través del espacio instantáneamente y sin dilatación del tiempo. Nia y su tripulación acuerdan criar al niño durante quince años fuera del conocimiento de Umbai, esperando a ver si sus poderes se manifiestan. Inicialmente, el niño parece mudo, pero él y Nia se unen a través de la música. El niño revela que su nombre es Ahro. Era un esclavo en una nave generacional tripulada por músicos antes de que un amable miembro de la tripulación lo ayudara a escapar. Nia cría a Ahro durante los siguientes cuatro años. Eventualmente aprende a Jaunt, regresando a Umbai-V entre otros mundos. El contrato Umbai de Fumiko le prohíbe trabajar fuera de la compañía. Cuando se descubre su base de investigación secreta, la compañía asesina a sus trabajadores, dejándola abandonada, sola y sin energía.
Vaila es piloto de la nave de Nia y una de las antiguas amantes de Fumiko. Secuestra a Ahro y traiciona a la tripulación ante Umbai. Ahro es torturado por científicos umbai mientras experimentan con él, intentando descifrar la fuente de su poder. Lo inmovilizan en coma para que no pueda usar Jaunt y escapar de ellos. Finalmente, usan su sangre para fabricar motores de viaje rápido (FT).
Fumiko instala una fuente de energía improvisada en su base de investigación y la usa para contactar con Vaila. Vaila llega a la base de Fumiko esperando una reconciliación, pero Fumiko la asesina y le roba la nave. Tras la proliferación de motores FT, Nia saca la flauta de Ahro y la toca. La música les permite forjar una conexión psíquica. Durante quince años, Nia viaja por el universo y le toca su música a Ahro, pero este no despierta del coma. Finalmente, regresa a Umbai-V. Mientras interpreta una última canción para Ahro, Fumiko bombardea la estación donde se esconde. Este despierta del coma y, presintiendo el peligro, viaja a Umbai-V. Él y Nia finalmente se reencuentran.

## Temas
The A.V. Club  describe el libro como «agresivamente anticapitalista». El libro contiene numerosos ejemplos de cómo los ricos y poderosos explotan tanto a la humanidad como a los recursos naturales. Una reseña en Strange Horizons describe a la corporación Umbai como neocolonialista; se beneficia de los recursos naturales de mundos como Umbai-V, pero impide a sus habitantes participar plenamente en la sociedad interestelar. Siglos después, la economía y las estructuras sociales de Umbai-V se ven trastocadas por el turismo . En lo que The A.V. Club calificó como una «metáfora directa», la compañía Umbai alimenta su motor FT con la sangre de Ahro.
Aunque la nave del capitán Imani resulta irrelevante para la trama al final de la novela, su presencia en la historia se utiliza para explorar la desigualdad social, el clasismo y la libertad. La tripulación del capitán Imani es libre de viajar por la galaxia, a diferencia de los habitantes de Umbai-V, pero aún están sujetos a las exigencias externas y, por lo tanto, no son verdaderamente "libres". 
La naturaleza restrictiva del carguero espacial ofrece una visión "práctica" de la vida en la galaxia, a diferencia de las perspectivas más expansivas de otras óperas espaciales. La nave espacial también proporciona un espacio cerrado en el que el autor puede desarrollar las relaciones familiares encontradas de la novela . 
La novela explora la identidad personal, reflejando la identidad del autor como hombre gay y mestizo. Jimenez ha declarado que la sensación de estar «atrapado entre dos mundos» fue una inspiración emocional directa para la novela. 

## Estilo
La novela ha sido descrita como musical. El ritmo varía drásticamente de una sección a otra; a veces transcurren meses o años, mientras que en otras el ritmo se ralentiza y se exploran varias horas a lo largo de muchas páginas. 
La novela se divide en tres secciones. La primera se divide en capítulos con diferentes protagonistas; podrían considerarse una obra de relatos cortos relacionados. En la segunda parte, los fragmentos aparentemente inconexos se conectan entre sí por las vidas de Nia Imani, Ahro y Fumiko Nakajima. Si bien hay cambios de enfoque entre los personajes, todos los eventos transcurren en la misma línea temporal, a diferencia de los de la primera parte. En la tercera y última sección, la novela sigue una trama unificada. 

## Recepción
La novela recibió elogios de la crítica. Paul Di Filippo, reseñándola para Locus Magazine la calificó como «no solo la mejor novela debut que he leído en mucho tiempo, sino simplemente una de las mejores novelas de ciencia ficción de los últimos tiempos». Di Filippo elogió la evocadora construcción del mundo y la exuberante prosa, comparándola positivamente con las obras de Samuel R. Delany y Ursula K. Le Guin. En otra reseña de Locus, Gary K. Wolf la calificó como «el debut más impresionante de 2020».
Un escritor de reactor.com dijo que «Aves extintas podría ser uno de los mejores debuts de 2020» y elogió la forma en que se desarrolló la trama y mostró las vidas interconectadas de los personajes. Una reseña en The Nerd Daily elogió la sección introductoria, pero consideró que la parte final de la novela no estuvo a la altura de la promesa de la primera, afirmando que la estructura de la trama es «el principal defecto de esta novela debut, por lo demás impecable».
Un crítico de The A.V. Club calificó la novela de «impresionantemente ambiciosa» y consideró que las secciones más fuertes de la novela estaban dedicadas a las relaciones interpersonales de los personajes, tanto románticas como platónicas, además encontró que la calidad de los diversos interludios era algo desigual. Una reseña de la Fundación Literaria Lambda elogió la exploración de la novela sobre la crueldad humana, la necesidad de una familia y sus descripciones realistas de las formas en que la tecnología podría afectar a la civilización humana en el futuro.
En su reseña, Publishers Weekly escribió que el libro es una «extraordinaria epopeya de ciencia ficción... perfecta para los amantes de las grandes ideas y las reflexiones íntimas». Kirkus Reviews la calificó como «lo mejor de lo que la ciencia ficción puede ser» y «un debut magnífico». La reseña elogió su exploración de la conexión humana, así como la excelente escritura de los personajes.